# Det sorte hul
Det sorte hul er en dansk kortfilm fra 2005 med instruktion og manuskript af Martin Mortensen.

## Handling
Allan vil bare være alene i sin beskidte og ulækre lille lejlighed, men hans irriterende ekskæreste, Janne, prøver at ruske noget fornuft ind i ham, og desuden leder hun efter sit gamle arvestykke af et tæppe. En dag opdager Allan et mystisk sort hul midt i gulvet. Meget praktisk, hvis man vil af med noget...

## Medvirkende
- Tao Hildebrand - Allan
- Tina Steen Jensen - Janne
- Kelvin Mose Larsen - Flyttemand
- Niels Anders Thorn - Pantefoged